# Rockaway Peninsula
Die Rockaway Peninsula (kurz Rockaway oder auch The Rockaways genannt) ist eine schmale langgezogene Halbinsel im äußersten Süden des Stadtbezirks Queens in New York City, die die boddenartige Jamaica Bay vom Atlantik trennt. Die westliche Spitze der Halbinsel bildet den östlichen Rand der Lower New York Bay.
Im Osten stößt die Halbinsel, als Teil des Queens Countys, an das Nassau County, wo sich der Küste folgend Hempstead und Long Beach anschließen. Sie ist Teil der Insel Long Island, die vollständig zum US-Bundesstaat New York gehört.
Rockaway gliedert sich in neun Stadtviertel, die hier von Ost nach West aufgeführt sind.
- Far Rockaway, grenzt an Nassau County.
- Bayswater, nordöstlich von Far Rockaway an der südöstlichen Küste der Jamaica Bay.
- Edgemere
- Arverne mit Somerville.
- Rockaway Beach mit Hammels, hier befindet sich der beliebte Strandabschnitt Rockaway Beach and Boardwalk
- Rockaway Park mit Seaside.
- Belle Harbor
- Neponsit, gilt als wohlhabendes Viertel.
- Breezy Point mit dem Fort Tilden, mit Roxbury und Rockaway Point, liegt an Westspitze der Halbinsel.

Rockaway bildet gemeinsam mit dem auf den Inseln in der Jamaica Bay liegenden Stadtteil Broad Channel den Queens Community District 14. Laut US-Zensus von 2010 lebten im District 14 rund 115.000 Menschen, davon 3.000 in Broad Channel. Für 2018 schätzte man die Einwohnerzahl auf etwa 126.000. Die Postleitzahlen beginnen mit den drei Ziffern 116 und das Hauptpostamt befindet sich in Far Rockaway, dem einwohnerstärksten Stadtteil der Halbinsel mit rund 50.000 Einwohnern (2010).
Rockaway gehört zu den Bezirken 100 und 101 des New York City Police Departments (NYPD). Den abwehrenden Brandschutz, technische Hilfeleistung, die Wasserrettung und notfallmedizinische Erstversorgung stellen Einheiten des 47. Batallions der städtischen Berufsfeuerwehr New York City Fire Department sowie, als Besonderheit infolge der Randlage, mehrere Freiwillige Feuerwehren sicher.
Das St. John’s Episcopal Hospital South Shore in Far Rockaway mit 257 Betten ist seit 2012 das letzte verbliebene Krankenhaus der Halbinsel.

## Verkehr
Rockaway Peninsula ist gut über die Straße und den öffentlichen Nahverkehr erreichbar.
Rockaway ist mit zehn Stationen an die IND Rockaway Line der New York City Subway angeschlossen. Die U-Bahn-Linie A fährt durch Queens und Brooklyn nach Manhattan, die Kurzlinie S ergänzt das Angebot. Sie enden an der Mott Avenue in Far Rockaway im Osten bzw. an der Beach 116th Street in Rockaway Park in der Mitte der Halbinsel. Vorortzüge der Long Island Rail Road enden, aus Nassau County kommend, im Bahnhof Far Rockaway unweit der Stadtgrenze zwischen New York City und der Town Hempstead.
Auf der Straße gelangt man nach Rockaway aus Richtung Brooklyn über die Flatbush Avenue und die Marine Parkway Bridge, deren Mittelteil als Hubbrücke fungiert, sowie über den Cross Bay Boulevard und die Cross Bay Veterans Memorial Bridge aus Richtung Howard Beach, Queens.
Seit 2017 betreibt das Fährunternehmen NYC Ferry die Rockaway-Route (RW) zwischen Pier 11/Wall Street in Manhattans Financial District und dem Fähranleger „Beach 108th Street“ in Rockaway Park.